# Козьмян, Станислав
Станислав Козьмян (Козмиан, пол. Stanisław Koźmian; 7 мая 1836 — 3 июля 1922) — польский писатель, театральный режиссёр; внук Каетана Козмяна.
Учился в Кракове, Бонне, Париже. Участвовал в составлении политической сатиры «Teka Stańczyka» (1869) вместе с Юзефом Шуйским и Станиславом Тарновским. Был сотрудником краковской газеты «Час» («Czas», 1863—1865) и одним из основателей журнала «Przegląd Polski» (1866). Заведовал Краковским театром (1871—1885) и добился, что уровень стал выше Львовского.
Из отдельных работ Козьмиана наиболее интересны: «Listy о Galicyi do Gazety Polskiej» (1877); «Ludwik Wodzicki» (94); «Rzecz o roku 1863» (1895 и 1896; вышло и на немецком языке «Das Jahr 1863. Polen und europäischen Diplomatie», Вена, 1896); «Pisma polityczne» (1903) «Rzeczy Teatralne» (1904), «Podróże i polityka».